# Allen Craig
Pour les articles homonymes, voir Craig.
Allen Thomas Craig (né le 18 juillet 1984 à Mission Viejo, Californie, aux États-Unis) est un voltigeur des Red Sox de Boston de la Ligue majeure de baseball. 
Il joue pour les Cardinals de Saint-Louis de 2010 à 2014, participe à leur victoire Série mondiale 2011 et représente le club au match des étoiles 2013.

## Carrière

### Cardinals de Saint-Louis

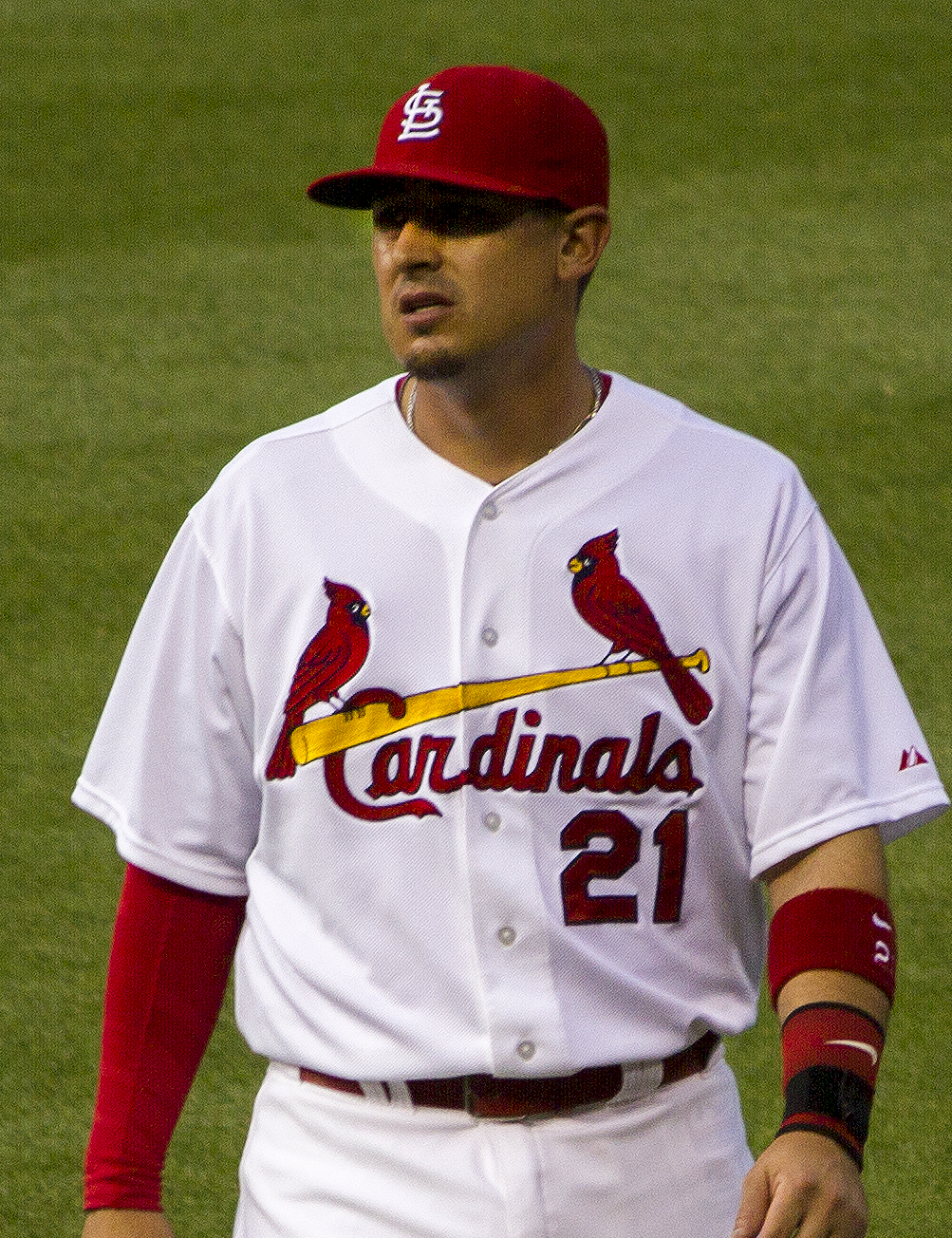
Allen Craig en 2014 avec les Cardinals de Saint-Louis.

Après des études secondaires à la Chaparral High School de Temecula (Californie), Allen Craig suit des études supérieures à l'Université de Californie, à Berkeley (Californie), où il porte les couleurs des California Golden Bears de 2003 à 2006.  
Il est drafté le 6 juin 2006 par les Cardinals de Saint-Louis au huitième tour de sélection et perçoit un bonus de 15 000 dollars à la signature de son premier contrat professionnel le 13 juin 2006. 
Il passe quatre saisons en Ligues mineures et évolue alors à la position d'arrêt-court, mais transite éventuellement vers le champ extérieur. Il démontre une certaine puissance au bâton dans les ligues mineures, frappant plus d'une vingtaine de coups de circuit par année de 2007 à 2009.

#### Saison 2010
Craig joue son premier match en Ligue majeure le 8 avril 2010 pour Saint-Louis. Il réussit son premier coup sûr en carrière le 11 avril face aux Brewers de Milwaukee. Le 19 juillet 2010, il frappe son premier coup de circuit dans les majeures, aux dépens de Kyle Kendrick des Phillies de Philadelphie.

#### Saison 2011
En 2011, Craig est en uniforme pour 75 parties des Cards. Sa moyenne au bâton est à ,315 avec 11 circuits et 40 points produits. Mais c'est surtout en séries éliminatoires qu'il se fait connaître. Il établit notamment un record de franchise avec 4 coups sûrs comme frappeur suppléant en matchs d'après-saison, et il est le 5e joueur à en obtenir autant dans ce rôle en éliminatoires. Il produit trois points et frappe un circuit contre les Brewers de Milwaukee dans la Série de championnat de la Ligue nationale, série au cours de laquelle il frappe pour ,375 de moyenne au bâton. Mais c'est surtout en Série mondiale qu'il s'impose avec trois coups de circuit et cinq points produits. L'un de ses trois circuits est frappé dans le 7e et dernier match de la finale. Au champ gauche, il capte la balle frappée par David Murphy des Rangers du Texas pour compléter le retrait qui rend officielle la conquête de la Série mondiale 2011 par les Cardinals.

### Red Sox de Boston
Le 31 juillet 2014, le voltigeur Allan Craig et le lanceur droitier Joe Kelly passent des Cardinals aux Red Sox de Boston dans une transaction où Saint-Louis fait l'acquisition du lanceur partant droitier John Lackey.

## Statistiques
| Saison | Équipe      | G  | AB  | R  | H  | 2B | 3B | HR | RBI | SB | BA   |
| ------ | ----------- | -- | --- | -- | -- | -- | -- | -- | --- | -- | ---- |
| 2010   | Saint-Louis | 44 | 114 | 12 | 28 | 7  | 0  | 4  | 18  | 0  | .246 |
| Totaux | Totaux      | 44 | 114 | 12 | 28 | 7  | 0  | 4  | 18  | 0  | .246 |

Note : G = Matches joués ; AB = Passages au bâton; R = Points ; H = Coups sûrs ; 2B = Doubles ; 3B = Triples ; 
HR = Coup de circuit ; RBI = Points produits ; SB = Buts volés ; BA = Moyenne au bâton.